# حاجز دموي خصوي
الحاجز الدموي الخصوي أو الحائل الدموي الخصوي هو حاجز بيولوجي بين الأوعية الدموية والنبيبات الناقلة للمني في الخصية الحيوانية. إن تسمية "الحاجز الدموي الخصوي" مضلل لأنه ليس حاجزًا بين الأعضاء والدم بالمعنى الدقيق للكلمة، ولكنه يتشكل بين خلايا سيرتولي في النبيب الناقل للمني ويعزل المراحل المتقدمة من الخلايا الجنسية من الدم. المصطلح الأكثر صحة هو حاجز خلايا سيرتولي (SCB).

## الوظيفة
1. يقيد التدفق الخلوي للجزيئات الحيوية: من الناحية التشريحية، يقسم الحاجز الدموي الخصوي الظهارة المنوية إلى المقصورات القاعدية والمقصورات القمية. تتمثل الوظيفة الأساسية له في تقييد "تدفق" المواد حول الخلايا (مثل الماء والكهارل والأيونات والمواد المغذية والهرمونات وعوامل نظير الصماوي والجزيئات البيولوجية) عبر ظهارة خلية سيرتولي إلى الحيز القمي.[2][3]
2. يفصل الأحداث الخلوية خلال الدورة الظهارية لتكوين الحيوانات المنوية.[2]
3. يعتبر حاجزًا بيولوجياً مناعيًا. وهذا ضروري لتجنب إنتاج الأجسام المضادة للحيوانات المنوية وأمراض المناعة الذاتية التي تؤدي إلى العقم عند الذكور.[2]
4. يمنح قطبية خلوية في الظهارة المنوية.[2]